# Bart Staes
Bart Hubert Wilfried Marcel Staes, né le 7 août 1958 à Izegem est une personnalité politique belge flamand, membre de Groen.

## Biographie

### Carrière professionnelle
En 1981, Bart Staes termine ses études pour devenir professeur de néerlandais, d'anglais et d'économie dans le premier cycle de l'enseignement secondaire. De 1983 à 1999 il est assistant parlementaire au Parlement européen, et notamment de Jaak Vandemeulebroucke, député européen de la Volksunie.

### De la Volksunie à Groen
Il entame sa carrière militante au sein de la Volksunie, au sein de laquelle il occupe plusieurs fonctions dirigeantes (membre du bureau de son organisation de jeunesse de 1980 à 1981 et de 1984 à 1987, membre de son conseil entre 1984 et 1987 et de nouveau de 1995 à 2001 et membre de son bureau de 1995 à 2001).
À la suite de l’éclatement du parti en 2002, et après un court passage chez Spirit, il rallie Agalev (devenu Groen un an plus tard), dont il intègre le bureau aussitôt. De la Volksunie, il conserve le flamingantisme : « Je ne ressens aucune identité belge, justifie-t-il. La Belgique a été créée par le hasard de l’Histoire. Moi, je suis flamand avant tout. Et européen, ensuite ». Néanmoins, il ne se considère pas comme séparatiste, déclarant « La Belgique, c’est une expérience unique au monde, un véritable laboratoire ».

### Parlement européen
Lors des élections européennes de 1999, il est élu comme candidat de la Volksunie au Parlement européen, où il siège au sein du groupe des Verts/Alliance libre européenne, qui regroupe des élus écologistes et régionalistes. Aussi, bien qu'ayant changé de parti national au cours de son premier mandat, il est demeuré membre du groupe parlementaire. Il est réélu en 2004, cette fois comme candidat de Groen, puis de nouveau et pour le même parti aux élections européennes de 2009 et 2014.

## Décoration
- Chevalier de l'ordre de Léopold (2019)[2]